# Eparchia Mississaugi
Eparchia Mississaugi – eparchia Kościoła katolickiego obrządku syromalabarskiego w Kanadzie. Została utworzona 6 sierpnia 2015 jako egzarchat apostolski, 22 grudnia 2018 podniesiona do rangi eparchii. 

## Ordynariusze
- Jose Kalluvelil (od 2015)